# 히가시쿠니사키군

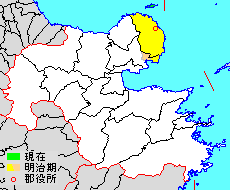
히가시쿠니사키 군의 위치

히가시쿠니사키군(일본어: 東国東郡, ひがしくにさきぐん)은 일본 오이타현의 군이다.
인구 1,488명, 면적 6.99km², 인구밀도 213명/km².(2025년 3월 1일, 추계인구)
이하 1촌으로 구성된다.
- 히메시마촌(姫島村)

## 역사
- 2006년 3월 31일 - 구니미 정, 구니사키 정, 무사시 정, 아키 정이 합병해 구니사키시가 되어 히가시쿠니사키 군으로부터 이탈하였다.